# Archidiecezja Ranchi
Archidiecezja Ranchi (łac. Archidioecesis Ranchiensis, ang. Archdiocese of Ranchi) – rzymskokatolicka archidiecezja ze stolicą w Ranchi w stanie Jharkhand, w Indiach. Arcybiskupi Ranchi są również metropolitami metropolii o tej samej nazwie.

## Historia
W dniu 25 maja 1927 roku papież Pius XI erygował diecezję Ranchi. W dniu 19 września 1953 roku papież Pius XII podniósł diecezję do rangi archidiecezji metropolitarnej Ranchi.